# Cotis de Paflagonia
Cotis (en griego: Κότυς, romanizado: Kόtys; siglo IV a. C.) fue rey de Paflagonia de la dinastía de los Pilemónidas, aproximadamente entre los años 395 y 380 a. C. Probablemente fue el sucesor de Corilas y el predecesor de Tis, reyes de Paflagonia.
Antiguos estudiosos creían que Cotis probablemente era la misma persona que Corilas, mencionado en una de las obras de Jenofonte, soldado y escritor griego, titulada La expedición de Ciro (V 5, 3–4; 6, 3). En otra obra, Historia de Grecia, aparece el nombre Otis, que es una forma abreviada de Cotis. Fue un vasallo del Imperio persa, pero decidió romper su dependencia del rey Artajerjes II. Cuando fue convocado a la corte como prueba de su lealtad, se negó a obedecer. Como consecuencia, comenzó a atender de buen grado las sugerencias de Espitrídates para aliarse con Esparta.
Tras la llegada del rey espartano Agesilao II a Paflagonia, Cotis concluyó con él una alianza ofensivo-defensiva. Por recomendación de Espitrídates, entregó a los espartanos mil jinetes y dos mil peltastas (infantería ligera). En agradecimiento por los servicios de Espitrídates, Agesilao II decidió organizar el matrimonio de su hija con Cotis en el año 395 a. C.. Elogió su belleza delante de Cotis, quien estuvo de acuerdo. Como no era posible llevarla por tierra antes de la primavera, se propuso enviarla por mar. Tras sellar el acuerdo con un apretón de manos, Cotis se despidió, y Agesilao II encargó a Callias de Lacedemonia que escoltara a la muchacha.